# 第198步兵師 (德國國防軍)
第198步兵師（德語：198. Infanterie-Division）是納粹德國國防軍陸軍的一個步兵師。該師於1939年12月組建。
該師組建後，首次作戰為參與1940年威悉演习行动。1941年，該師參與入侵希臘、巴巴羅薩行動，此後一直在東線作戰。
1944年6月，該師調至西線，並在當地作戰。
該師最後於1945年5月在巴伐利亚向美軍投降。

## 註腳
1. ↑  Mitcham（2007年）